# ルース郡 (ミシガン州)
ルース郡（英: Luce County）は、アメリカ合衆国ミシガン州アッパー半島の東部に位置する郡である。2010年国勢調査での人口は6,631人であり、2000年の7,024人から5.6%減少した。郡庁所在地はニューベリー村（人口1,519人）であり、同郡で人口最大かつ唯一の村でもある。郡名はミシガン州知事を務めた共和党員のサイラス・G・ルースに因んで名付けられた。2002年にミシガン州議会がルース郡をムース（鹿の一種）の首都に指定した。

## 地理
アメリカ合衆国国勢調査局に拠れば、郡域全面積は1,911.89平方マイル (4,951.8 km2)であり、このうち陸地903.08平方マイル (2,339.0 km2)、水域は1,008.80平方マイル (2,612.8 km2)で水域率は52.76%である。

### 主要高規格道路
- ミシガン州道28号線
- ミシガン州道117号線
- ミシガン州道123号線
- ルース郡道33号線
- ルース郡道37号線
- ルース郡道44号線
- ルース郡道58号線

### 隣接する郡
- チッペワ郡 - 東
- マキナック郡 - 南
- スクールクラフト郡 - 南西
- アルジャー郡 - 西
- カナダ、オンタリオ州サンダーベイ地区 - 北、スペリオル湖の対岸

## 人口動態
以下は2000年の国勢調査による人口統計データである。
| 基礎データ - 人口: 7,024人 - 世帯数: 2,481 世帯 - 家族数: 1,739 家族 - 人口密度: 3人/km2（8人/mi2） - 住居数: 4,008軒 - 住居密度: 2軒/km2（4軒/mi2） 人種別人口構成 - 白人: 82.84% - アフリカン・アメリカン: 7.52% - ネイティブ・アメリカン: 5.54% - アジア人: 0.36% - 太平洋諸島系: 0.03% - その他の人種: 0.47% - 混血: 3.25% - ヒスパニック・ラテン系: 1.75% 先祖による構成 - ドイツ系：20.2% - イギリス系：10.2% - アメリカ人：10.1% - アイルランド系：7.8% - フランス系：7.7% 言語による構成 - 英語：97.0% - スペイン語：2.3% | 年齢別人口構成 - 18歳未満: 21.4% - 18-24歳: 8.6% - 25-44歳: 30.5% - 45-64歳: 24.1% - 65歳以上: 15.4% - 年齢の中央値: 39歳 - 性比（女性100人あたり男性の人口） - 総人口: 124.7 - 18歳以上: 132.8 世帯と家族（対世帯数） - 18歳未満の子供がいる: 29.5% - 結婚・同居している夫婦: 57.9% - 未婚・離婚・死別女性が世帯主: 8.5% - 非家族世帯: 29.9% - 単身世帯: 26.3% - 65歳以上の老人1人暮らし: 12.1% - 平均構成人数 - 世帯: 2.40人 - 家族: 2.86人 収入と家計 - 収入の中央値 - 世帯: 32,031米ドル - 家族: 36,359米ドル - 性別 - 男性: 31,427米ドル - 女性: 21,101米ドル - 人口1人あたり収入: 16,828米ドル - 貧困線以下 - 対人口: 14.9% - 対家族数: 12.0% - 18歳未満: 20.1% - 65歳以上: 8.4% |

## 郡政府
郡政府は郡監獄の運営、地方道の維持、地方裁判所の運営、権利譲渡と抵当権設定記録など重要記録の維持、公衆衛生規制の管理、福祉など社会サービスの項目で州の施策への参加を行う。郡政委員会は予算を管理するが、法や条例を作るのは限定付き権限である。ミシガン州では、警察と消防、建設と区画割、税評価、街路維持など地方政府の大半機能は個々の都市と郡区の責任である。

## 郡区
ルース郡は下記4つの郡区に分割されている。
- コロンバス
- レイクフィールド
- マクミラン
- ペントランド

## 村
- ニューベリー - 郡庁所在地